# Polygonum minus
Polygonum minus é uma espécie de planta com flor pertencente à família Polygonaceae. 
A autoridade científica da espécie é Huds., tendo sido publicada em Flora Anglica 1: 148. 1762.

## Portugal
Trata-se de uma espécie presente no território português, nomeadamente em Portugal Continental.
Em termos de naturalidade é nativa da região atrás indicada.

## Protecção
Não se encontra protegida por legislação portuguesa ou da Comunidade Europeia.